# Julián Ibáñez
Julián Ibáñez (Santander, 1940) és un escriptor espanyol de novel·la negra.

## Biografia
Quan era nen va ser enviat a un seminari de jesuites a Carrión de los Condes, malgrat ser ateu des de petit i de que els seus pares, que vivian a Madrid, eren mestres del bàndol republicà a la Guerra Civil espanyola.
Estudià Ciències a la Universitat de Valladolid i guió cinematogràfic a l'Escola Oficial de Cinema de Madrid. 
Després del estudis va passar 12 anys viatjant per tot Europa, i treballant als oficis més dispars: veremador a França, treballant amb visons a Suècia, recullint patates a Anglaterra, de rentaplats, etc... De tornada a Espanya treballà en cinema com ajudant de direcció i guionista.
Actualment resideix al poble de Argés (Toledo), dedicat a l'escriptura i la pesca.

## Carrera literària
Les seves obres van començar a publicar-se als anys 80 del segle xx, situant-se com un del renovadors del gènere negre que van sortir en acabar el règim franquista, com Vázquez Montalbán, Madrid, Martín, Fuster, Pérez Merinero o González Ledesma. L'autor es distingeix en aquest grup per ésser el más negre dels autors negres, situant les seves obres en ambients molt sòrdids i marginals, on els personatges no fan res més que sobreviure i a on regna la violència, encara que Ibáñez no s'esplaia en aquesta violència, utilitzant la justa i necessària. Malgrat aquesta foscor, les seves novel·les estàn farcides d'imatges i tenen un fi sentit de l'humor i un ritme trepidant. Segons Paco Camarasa, les seves novel·les són curtes però denses.
L'autor distingeix clarament entre la novel·la deductiva o novel·la enigma (com ell anomena allò que vindria a ser la clàssica novel·la detectivesca) i la novel·la negra. Per Ibáñez, «(...) l'argument és gairebé incompatible amb la novel·la negra»; per això creu que «La novel·la negra són ambients, personatges, situacions, diàlegs, etc... no l'argument (això ho regalem a la novel·la deductiva)».
L'escriptor Paco Gómez Escribano afirma que «(...) no li interessen les trames complicades ni els enigmes sofisticats. A ell només l'interessen els seus personatges i territoris».
Els personatges de les seves novel·les estàn tallats amb cisell, i les protagonitzen diferentes versions del mateix tipus dur i alhora patètic que no es preocupa més que del present. Afirma José Luis Muñoz que són personatges lacònics i descrits amb només unes pinzellades. Aquests personatges (entre els que cal citar a Ferreol, Bellón i Novoa, especialment) són tipus durs de veritat, encara que de vegades s'enamorin o tinguin moments de feblesa, però mai no es deixaran en aquestes circumstàncies. Són gent que està al sistema, però molt més propers a les clavegueres que als despatxos. Per Carlos Zanón «(...) són tipus solitaris, secs de calers i sentiments, sense passat ni futur ( un per olvidable i l'altre per pur realisme), sense amics ni paraigües social, amistós o familiar».
Pel que respecta a l'ambientació, cal distingir-ne dos molt usats per Ibáñez a la seva obra: Bilbao i la meseta castellana. Segons l'autor, Bilbao era perfecta pel gènere negre per la seva llum barrejada amb contaminació. Altres novel·les les ambienta a ciutats mitjanes o petites de l'altiplà castellà i els seus voltants, amb nombroses ambientacions a bars de carretera o locals d'alternar, per terme general cutres i desfasats. Afirma un altre clàssic de la novel·la negra, Taibo II: «A Julián hi ha una estranyíssima Espanya profunda, plena d'ermassos, invisibles estacions de servei, pobles fantasma, zones intermèdies entre el món del criminal i el quotidià».
Julián Ibáñez reconeix estar molt influenciat per Chandler. Segons ell, va començar a escriure novel·la negra després de llegir en un llibre de cartes de Chandler el consell següent per a un aspirant a escriptor: «(...) analitza e imita». Redactant una seqüència d'un dels seus propis guions amb aquest estil Chandler, es va adonar de que li encantava. Respecte a d'altres autors més moderns, esmenta les primeres obres de James Ellroy, i als espanyols Andreu Martín i Carlos Pérez Merinero.

## Obres

### Novel·la negra
| Títol                                        | Any  | Publicació                                | Sèrie              | Notes |
| -------------------------------------------- | ---- | ----------------------------------------- | ------------------ | --- |
| La triple dama                               | 1980 | Sedmay 978-84-7380-451-6                  | Ferreol            | |
| La recompensa polaca                         | 1981 | Debate 978-84-7444-049-2                  |                    | |
| No des la espalda a la paloma                | 1983 | Fórum 978-84-85604-50-0                   | Ferreol            | Premi Moriarty |
| Mi nombre es Novoa                           | 1986 | Júcar 978-84-334-3604-7                   | Novoa 1            | |
| Tirar al vuelo                               | 1986 | Júcar 978-84-334-3620-7                   | Novoa 2            | |
| Llámala Siboney                              | 1988 | Júcar 978-84-334-3678-8                   | Novoa 3            | |
| Doña Lola                                    | 1991 | Júcar 978-84-334-3736-5                   | Novoa 4            | |
| Bar Babilonia                                | 1992 | Libertarias 978-84-7683-175-5             |                    | |
| Y a ti,¿dónde te entierro hermano?           | 1994 | Vosa 978-84-86293-97-0                    | Novoa 5            | |
| El soplón                                    | 2000 | Cuadernos del Laberinto                   | Bellón 1           | També publicat com Se busca |
| Club Barbie                                  | 2001 | Novalibro 978-84-8492-010-6               |                    | |
| Entre trago y trago                          | 2001 | Alrevés 978-84-937435-7-4                 | Bellón 2           | |
| La miel y el cuchillo                        | 2003 | Umbriel 978-84-95618-65-8                 | Bellón 3           | Menció especial del Premi Umbriel |
| Que siga el baile                            | 2006 | Barataria 978-84-95764-41-6               |                    | |
| El invierno oscuro                           | 2008 | Multiversa 978-84-946208-9-8              |                    | Premi Rejadorada |
| El baile ha terminado                        | 2009 | Roca 978-84-92429-82-0                    |                    | Premi L'H Confidencial |
| Perro vagabundo busca a quien morder         | 2009 | Alrevés 978-84-937435-0-5                 |                    | |
| Calle de la intranquilidad                   | 2010 | Alrevés 978-84-937920-7-7                 |                    | |
| Giley                                        | 2010 | RBA 978-84-9867-809-3                     |                    | |
| El viejo muere, la niña vive                 | 2014 | Cuadernos del Laberinto 978-84-941902-4-7 | Bellón 4           | |
| Todas las mujeres son peligrosas             | 2015 | Cuadernos del Laberinto 978-84-943165-0-0 | Bellón 5           | |
| Gatas salvajes                               | 2015 | Cuadernos del Laberinto 978-84-944036-3-7 | Bellón 6           | IV Premi Pata Negra |
| Canino                                       | 2016 | Cuadernos del Laberinto 978-84-945357-6-5 | Bellón 7           | |
| Las pelirrojas no se arrojan al vacío        | 2016 | Cuadernos del Laberinto 978-84-945530-3-5 |                    | Surt Bellón, però l'editorial no la conta como part de la sèrie. |
| El matón al que engañaban las mujeres        | 2017 | Cuadernos del Laberinto 978-84-946262-4-1 | Bellón 8           | |
| Todo Bellón                                  | 2017 | Cuadernos del Laberinto 978-84-947595-1-2 | Bellón-Recopilació | Inclou: Entre trago y trago, La miel y el cuchillo, El soplón, El viejo muere, la niña vive, Todas las mujeres son peligrosas, Gatas salvajes, Canino y El matón al que engañaban las mujeres. |
| Violentamente pelirroja                      | 2018 | Cuadernos del Laberinto 978-84-948260-4-7 | Bellón 9           | |
| La catequista                                | 2018 | Cuadernos del Laberinto 978-84-949275-7-7 | Bellón 10          | |
| Yo fui mercader de mujeres                   | 2019 | Cuadernos del Laberinto 978-84-120563-2-7 | Bellón 11          | |
| La noche se llenó de sirenas                 | 2020 | Cuadernos del Laberinto 978-84-122076-3-7 | Bellón 12          | |
| Todo Bellón 2                                | 2021 | Cuadernos del Laberinto 978-84-18997-08-2 | Bellón-Recopilació | Inclou: La traición del mirlo blanco, El atraco, La noche se llenó de sirenas, Yo fui mercader de mujeres, La catequista, Violentamente pelirroja, Las pelirrojas no se arrojan al vacío.      |
| Las pelirrojas nunca se marchitan            | 2022 | Cuadernos del Laberinto 978-84-18997-24-2 | Bellón 15          | |
| La banda                                     | 2022 | Cuadernos del laberinto 978-84-18997-30-3 | Bellón 16          | |
| Atrapado                                     | 2023 | Cuadernos del Laberinto 978-84-18997-33-4 | Bellón 17          | |
| Rata contra madame en el metro de Nueva York | 2024 | Cuadernos del Laberinto 978-84-18997-70-9 |                    | |

### Novel·la infantil i juvenil
- La coneja Caravieja. 1991. Júcar.
- No hay semáforos para los pumas. 1995. Edebé.
- No dispares contra Caperucita. 1997. SM.
- Arriba las manos Blancanieves. 2001. SM.
- Cerdos. 2001. SM.
- Manuela Scarface. 2001. SM.
- Me gusta ayudar a las pelirrojas. 2001. Edelvives.
- Los gorilas no bromean con la corbata. 2006. Algaida. IV Premi de Narrativa Juvenil Corpus Barga.
- Crimen supertranquilo. 2007. Covarrubias.
- El beso del samurái. 2009. Covarrubias.

## Premis
- Premi Moriarty 1983 per No des la espalda a la paloma.[14]
- IV Premi de Narrativa Juvenil Corpus Barga 2006 per Los gorilas no bromean con la corbata.
- IV Premi Rejadorada 2007 per El invierno oscuro.[15]
- Premi L'H Confidencial 2009 por El baile ha terminado.[16]
- Premi Novelpol Honorífic 2015 per tota la seva obra.[17]
- IV Premi de Novel·la Pata Negra 2016 per Gatas salvajes.[18]
- I Premi Castelló Negre 2017 per la seva trajectòria a la literatura de gènero negre.[19]
- IV Premi Negra i Criminal del Festival Atlàntic de Gènere Negre Tenerife Noir 2019 per la seva trajectòria.[20]
- Premi al personatge històric de novel·la negra de Cubelles Noir 2020 per Bellón.[21]